# Schallegallepolder
De Schallegallepolder is een poldertje ten westen van Breskens, behorende tot de Baarzandepolders.
De slechts 5 ha metende polder werd geïnundeerd in 1583 en herdijkt in 1610. Ze ligt ten noorden van de Hogedijk en de Nolletjesdijk en is nauwelijks meer als afzonderlijke eenheid in het landschap te herkennen.